# Ezra Orion

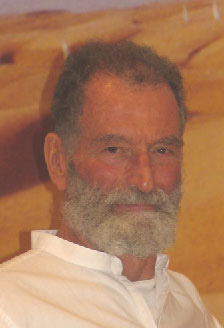
Ezra Orion

Ezra Orion (hebräisch עֶזְרָא אוֹרְיוֹן ʿEzrā Ōrjōn; * 16. August 1934 im Kibbuz Beit Alfa in der Jesreelebene, heute Israel; † 18. Oktober 2015) war ein israelischer Bildhauer.

## Leben und Werk
Orion wurde in Beit Alfa geboren und wuchs in Ramat Jochanan auf. Er studierte erst an der Bezalel Academy of Arts and Design in Jerusalem, anschließend von 1964 bis 1967 am Central Saint Martins College of Art and Design und schließlich am Royal College of Art in London. 1967 hatte er seine erste Einzelausstellung im Museum of Art, Ein Charod und im Museum of Modern Art in Haifa.
Der Künstler wohnte und arbeitete von 1967 bis 2000 im Kibbuz Sde Boker in der Wüste Negev. Seine Werk besteht aus Monumenten, Installationskunst und Land Art, dessen einzelne Stücke sich in Israel befinden.

## Werke (Auswahl)
- Skulptur (1966), Billy-Rose-Kunstgarten am Israel Museum in Jerusalem
- Golan Memorial (1968/72), auf den Golanhöhen
- Jacobsleiter (1977/80), Herzog Boulevard in Jerusalem
- Steinline (1980), Negev
- Wüstenzwei (1990), Jerocham
- Die Lage der Menschheit (1991), am Toten Meer
- Vertikales Kraftfeld (1997), Beʾer Scheva

## Fotogalerie

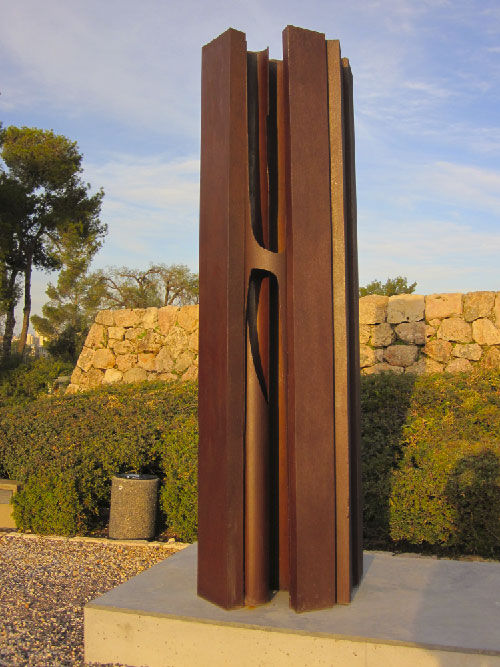
Skulptur (1966), Israel Museum
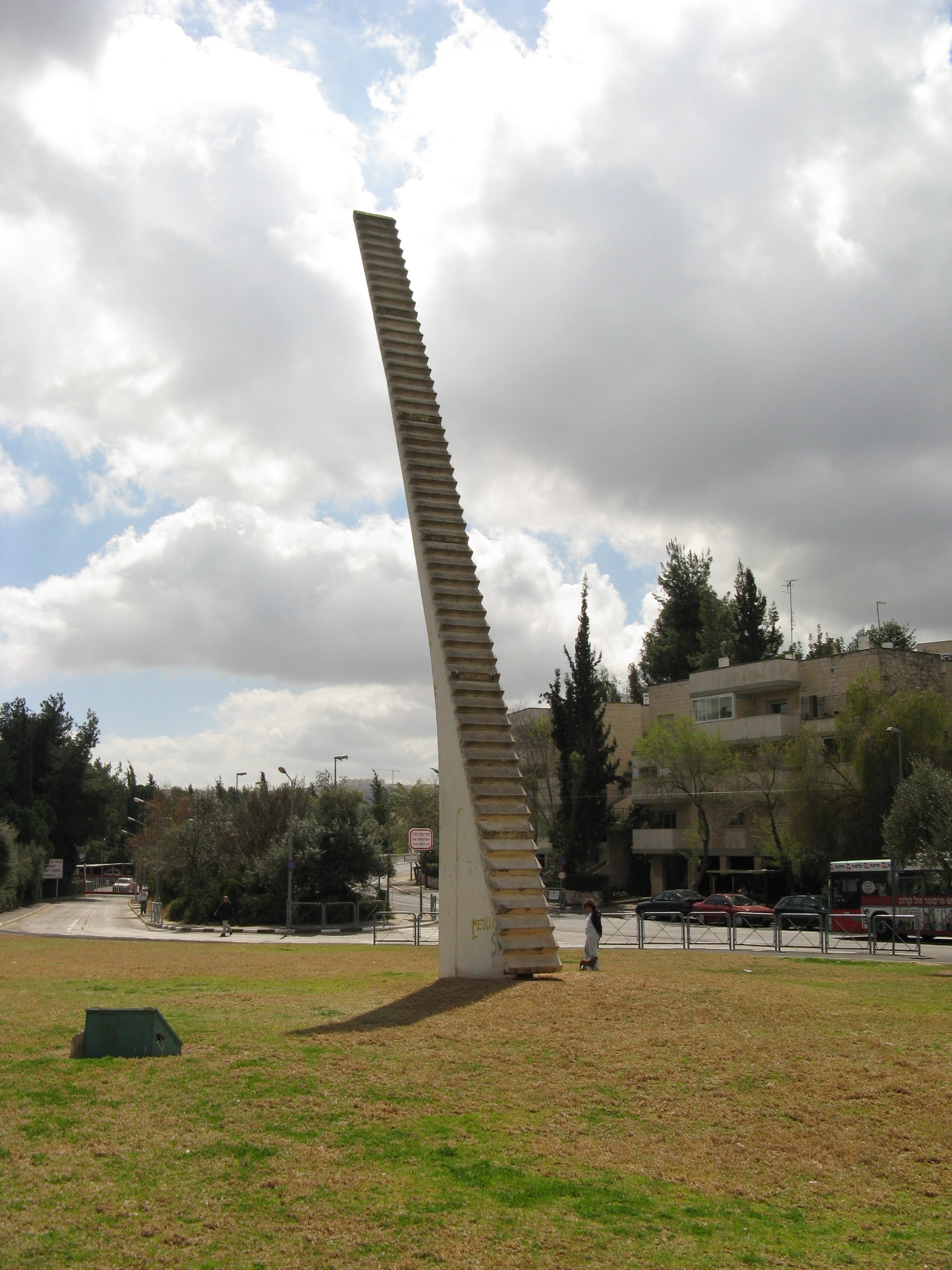
Jacobsleiter
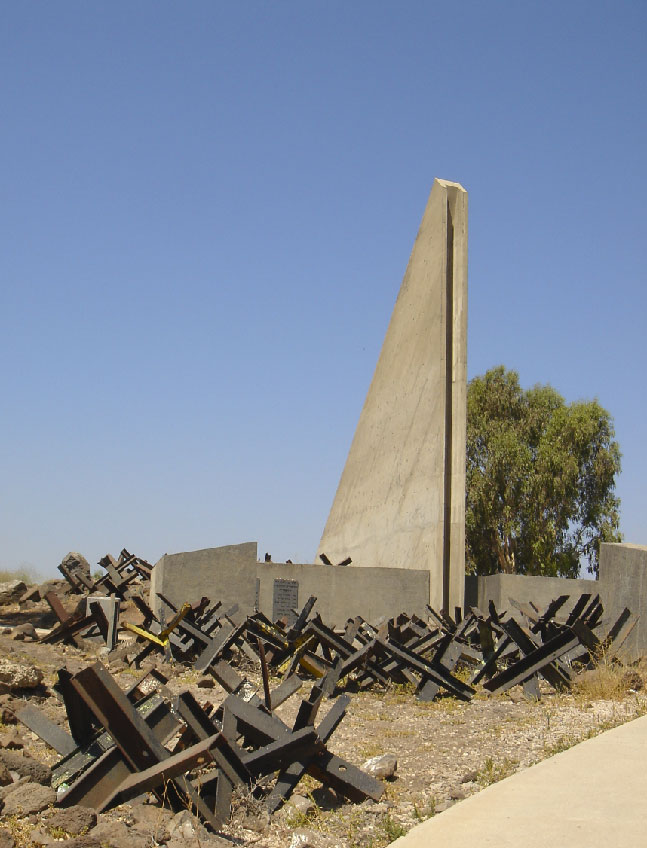
Golan Memorial (1968/72)
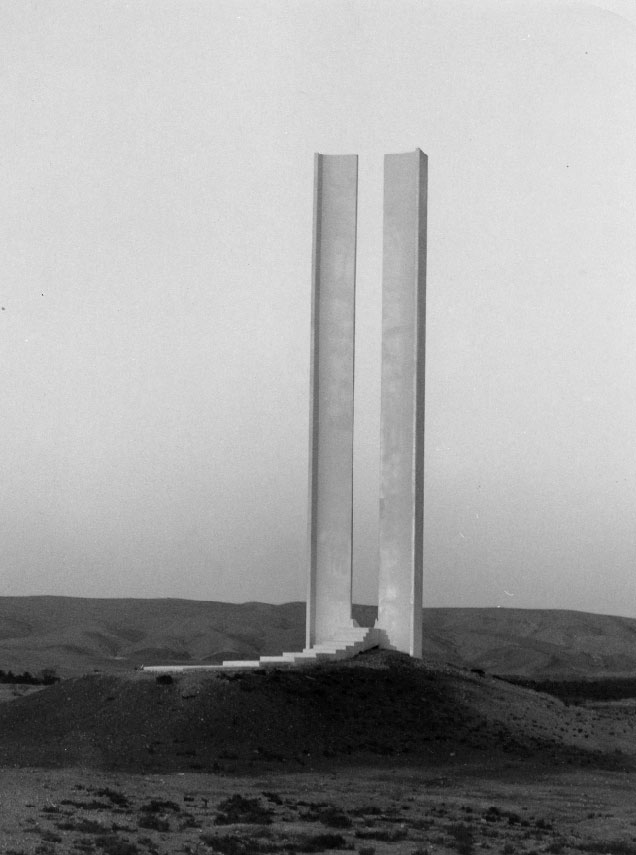
Wüstenzwei (1990)
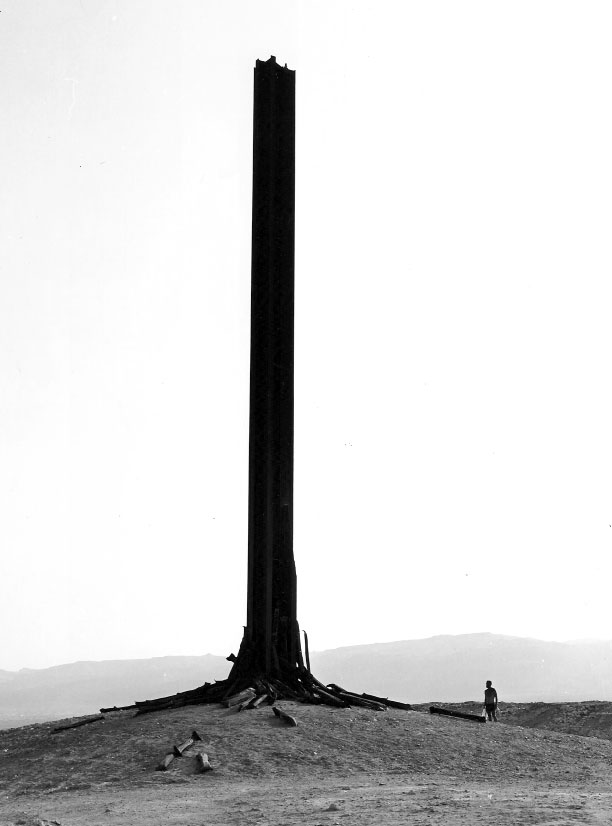
Die Lage der Menschheit (1991)
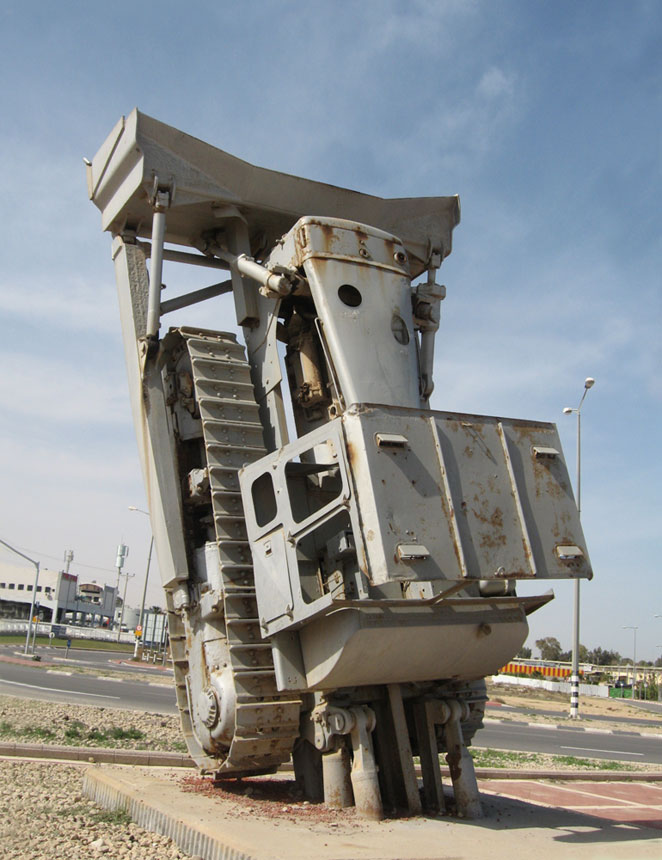
Vertikales Kraftfeld (1997)